# Belotinac
Belotinac (cyr. Белотинац) – wieś w Serbii, w okręgu niszawskim, w gminie Doljevac. W 2011 roku liczyła 1244 mieszkańców.